# Odoghan
Odoghan es una banda de rock alternativo originaria de Córdoba, Argentina. Está conformada por José Visconti en voz y guitarra, César Fernández en primera guitarra, Enrique Paglia en batería y César Nocetti en Bajo

## Historia
Odoghan (del Irlandés O´doghan) es una banda de rock alternativo oriunda de la provincia de Córdoba, Argentina. Su formación incluye a José Visconti (voz y guitarra), César Fernández (primera guitarra), César Nocetti (bajo) y Enrique Paglia (batería).
En el año 2005, la idea de armar la banda crecía y se hacía más fuerte. José Visconti y César Fernández venían girando en la escena cordobesa de bares y pubs. Gestar canciones de propia autoría e impronta les llevaría tiempo. En el 2007, ya habiéndose escrito algunas canciones y con la asistencia de productores europeos, Enrique Paglia, primo de César Fernández y excompañero de César en “Medium” banda cordobesa de renombre es convocado a unirse; los tres se acercaban a concretar el proyecto de banda formada por cuatro integrantes. César Nocetti se suma finalmente al grupo completando la formación en el 2009.-
El álbum debut de Odoghan “To Mars” se lanza en el 2009, con el cual empiezan a brindar sus primeras actuaciones como banda en Córdoba capital. En el 2010 lanzan un EP integrado de cuatro canciones, tres que anticiparían la venida del segundo álbum  ( “Close to Fall, Trees turn to fire y "I smile for an hour” ) y una versión remasterizada del sencillo del primera álbum “Sail to the Moon” el cual se convierte en el primer videoclip oficial de la banda . El 2011 encuentra a la banda en proceso de grabación del segundo álbum “Fire” y al mismo tiempo la canción “Beautiful Soul” es incluida en un proyecto DVD/Compilado producido por Germaine Moody en los Estados Unidos, de lanzamiento global, a beneficio de las víctimas de desastres naturales en Japón.
En el 2012 la banda tiene la oportunidad de abrir los shows de Joe Cocker (marzo de 2012), Roxette (mayo de 2012) y Robert Plant (noviembre de 2012) en uno de los escenarios más grandes y prestigiosos de la Argentina, el Orfeo Superdomo  ante más de 5000 espectadores.
En el 2013 "Fire". - (segundo álbum oficial de la banda) es lanzado al mercado de la mano de Metronomo Music (productora de Buenos Aires) y Sony Music.-

## Estilo
La banda define el estilo de su música como rock alternativo donde se mezclan diferentes elementos de rock, pop, folk y rock clásico. Entre sus influencias se encuentran Pearl Jam, Red Hot Chili Peppers, U2, Soda Stereo, Stone Temple Pilots y Lynyrd Skynyrd.

## Discografía
- To Mars (2009)
- Trees Turn To Fire (EP) (2010)
- Fire (Odoghan) (2013)

## Integrantes
- José Visconti - voz principal y guitarra eléctrica (2005- )
- César Fernández - guitarra eléctrica  y coros (2005- )
- César Nocetti - bajo y coros (2009- )
- Enrique Paglia - batería (2007- )